# Joseph Juste Scaliger
Pour les articles homonymes, voir Scaliger.
Joseph Juste Scaliger, fils de Jules César Scaliger, né le 4 avril 1540 à Agen et mort le 21 janvier 1609 à Leyde, est l'un des plus grands érudits français du XVIe siècle. Il surpassa son père comme philologue, et se fit en outre un nom comme chronologiste et historien. Il fut longtemps sous la protection amicale de la famille de Chasteigner, et parcourut la France, l'Allemagne, l'Italie, l'Écosse. Il embrassa la religion réformée (1562) et fut précepteur de cette même famille noble au sud de la Touraine, notamment dans leur château de Preuilly, il fut nommé professeur à l’Académie de Genève et ensuite appelé à l’Académie de Leyde en 1593, comme successeur de Juste Lipse.
Il est considéré comme le créateur de la science chronologique et notamment de la période julienne (en référence à l'année julienne de l'époque romaine), utilisée en astronomie, qui permet une datation indépendante du calendrier en vigueur. Vaniteux comme son père, il prétendit, dans une lettre intitulée : De vetustate gentis Scaligerae, faire remonter sa noblesse jusqu'aux rois Alains. Il eut aussi, comme son père, de vives querelles avec plusieurs de ses contemporains, notamment avec Scioppius, qui n’eut pas de peine à démontrer la fausseté de leur généalogie.

## Biographie

### Années de jeunesse
Dixième enfant et troisième fils de Jules César Scaliger et d’Andiette de Roques-Lobejac, on l’envoya, à douze ans, avec deux frères cadets au collège de Guyenne à Bordeaux, dirigé à l'époque par Jean Gelida, où il suivit entre autres l'enseignement d'Élie Vinet. Une épidémie de peste bubonique en 1555 ramena les garçons dans leur famille, et dans les années qui suivirent, Joseph fut le principal confident et amanuensis de son père.

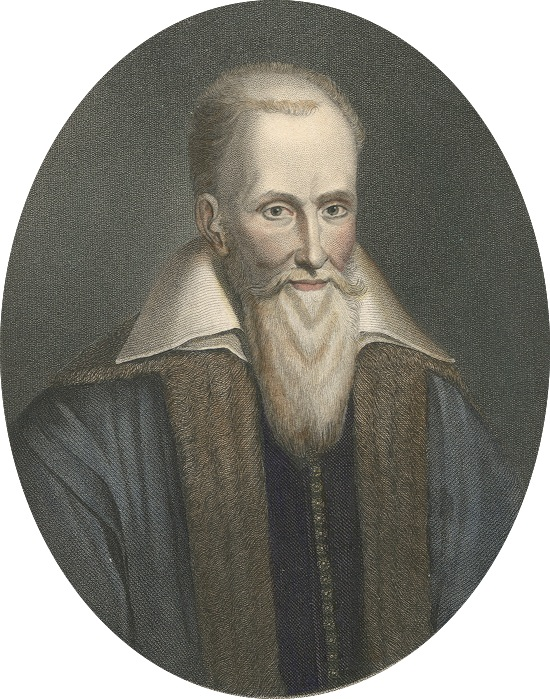
Joseph Juste Scaliger par Gerard Edelinck d’après Charles E. Wagstaff.

Dans ses dernières années, ce dernier se délectait à composer des vers latins, et il en dictait chaque jour entre 80 et 100 (parfois même davantage) à son fils. Joseph devait quotidiennement rédiger un thème ou composer un discours en latin, bien que par ailleurs il semble avoir eu le reste de son temps libre. Son père en faisait non seulement un érudit, mais encore un observateur critique, plus tourné vers les études historiques que l’établissement des textes classiques.

### Premiers voyages
À la mort de son père, il fréquenta quatre ans l’université de Paris, où il commença à étudier le grec avec Adrien Turnèbe. Mais au bout de deux mois, il lui parut qu'il n'avait pas le niveau requis pour suivre avec profit les conférences du plus grand helléniste de l’époque. Il lut Homère en vingt-et-un jours, puis dévora tous les autres auteurs grecs à sa portée, poètes, orateurs et historiens, composant pour lui-même une grammaire à partir de toutes les difficultés ou singularités qu'il y rencontrait. Du grec, il passa à l’hébreu sur une suggestion de Guillaume Postel, puis se mit à étudier l’arabe ; il acquit une profonde connaissance de ces deux langues.
Catéchisé par Pierre Viret, il embrassa la foi réformée en 1562. Son maître le plus influent fut Jean Dorat, qui non seulement savait instiller le savoir, mais aussi provoquer l'enthousiasme. C’est d’ailleurs à Dorat que Scaliger dut d'avoir un toit pour les années suivantes, puisqu'en 1563 le professeur proposa son étudiant comme compagnon de voyage au jeune seigneur de La Roche-Posay, Louis de Chasteigner. Une étroite amitié attacha ces deux hommes, et elle devait perdurer jusqu'à la mort de Chasteigner en 1595. Ils allèrent d'abord à Rome et y trouvèrent Marc-Antoine Muret qui, lorsqu'il résidait à Bordeaux puis à Toulouse, rendait de fréquentes visites à Jules César Scaliger à Agen. Muret s'aperçut rapidement des talents du jeune Scaliger, et le présenta à plusieurs savants romains.
Après avoir visité une grande partie de l’Italie, les deux voyageurs partirent pour l’Angleterre et l’Écosse, passant par La Roche-Posay. Scaliger eut une mauvaise impression des Anglais, auxquels il reprochait leur attitude distante et leur manque d'hospitalité envers les étrangers. Il fut également déçu du petit nombre d’érudits et de manuscrits grecs qu'il trouva Outre-Manche. Il ne devait se lier à Richard Thomson (en) et d'autres Anglais que des années plus tard. Au fil de ses voyages, il se fit huguenot.

### Le début des guerres de religion
De retour en France, il passa encore trois ans hébergé par les Chasteigner, qu'il accompagnait dans leurs différents châteaux du Poitou, à quoi les poussait la guerre civile. En 1570, il accepta l’invitation de Jacques Cujas et gagna Valence pour y étudier le droit auprès du plus célèbre juriste. Il y demeura trois ans, profitant non seulement des leçons, mais aussi de la prodigieuse bibliothèque de Cujas, qui n'emplissait pas moins de sept pièces et comportait quelque 500 manuscrits.
Le massacre de la Saint-Barthélemy (qui survint alors qu'il allait accompagner l’évêque de Valence pour une ambassade en Pologne) fit fuir Scaliger et d’autres huguenots vers Genève, où on le nomma professeur de l’Académie. Il y donnait des conférences sur l’Organon d’Aristote et le De Finibus de Cicéron à la grande satisfaction de ses étudiants, sans pourtant s'en contenter lui-même. Il détestait les cours magistraux et les prêches des pasteurs fanatiques l’ennuyaient : il rentra en 1574 en France et passa les vingt années suivantes auprès des seigneurs de Chasteigner. Cette année-là, il publia, à l'occasion de son passage à Lyon, des commentaires de la traduction d'Ausone par son ancien maître Étienne Élie Vinet, ouvrage qui l'a fait un temps suspecter, à tort, d'indélicatesse, sinon de plagiat.
On dispose de nombreux détails et de plusieurs récits sur cette période de sa vie grâce à l’édition Tamizey de Larroque des Lettres françaises inédites de Joseph Scaliger parues à Agen en 1881. Parcourant sans cesse le Poitou, la Touraine et la Marche à cause du climat insurrectionnel qui déchirait les provinces, prenant lui-même son tour de garde à l’occasion, portant même une fois la pique lors d'une expédition contre les hommes de la Ligue, privé d'accès aux bibliothèques et même souvent séparé de ses livres, cet épisode de sa vie paraît des plus stériles pour l'étude. Scaliger jouissait malgré tout de ce que très peu de ses concitoyens pouvaient avoir : du temps libre et le détachement des contingences financières.

### Production académique
C'est vers cette époque qu’il composa et publia ses livres de critique historique. Ses éditions des Catalecta (1575), de Festus (1575), de Catulle, Tibulle et Properce (1577) sont l’œuvre d'un chercheur déterminé à comprendre et à jauger les auteurs. Le premier, Scaliger posa et mit en application des règles fermes de critique textuelle et d’émendation. Il réforma la pratique de la critique des textes en substituant aux leçons hasardeuses une « méthode rationnelle soumise à des règles invariables ».
Mais ces travaux, s’ils confirmaient Scaliger comme le premier latiniste et critique de son temps, ne dépassaient pourtant pas le stade de la simple érudition. C’est grâce à son édition des Astronomica de Manilius (1579), et à son De emendatione temporum (1583), qu'il allait passer à la postérité en révolutionnant les idées reçues sur la chronologie. Il y montrait que l’histoire ancienne ne pouvait se confiner à celle des Grecs et des Romains, mais devait aussi inclure celle des Perses, des Babyloniens et des Égyptiens, jusque-là négligés, et celle du peuple juif, traitée alors comme une branche des études bibliques ; il invitait à faire une critique comparative des récits historiques et des fragments de l'histoire de ces peuples, avec leurs systèmes de chronologie propres. Cette innovation distinguait Scaliger de ses contemporains, qui, à défaut de relever l'importance de cette approche, prisaient fort ses compétences de grammairien et d'helléniste. Son commentaire sur Manilius est à lui seul un traité d’astronomie ancienne, et il sert d’introduction au De emendatione temporum. Dans cet ouvrage, Scaliger s'intéresse aux anciens systèmes de datation par époques, aux calendriers et aux calculs de dates. S'appuyant sur le système de Nicolas Copernic (une curiosité pour l'époque) et sur d'autres auteurs, il tâche de tirer au clair les principes utilisés par les Anciens.
Il passa les vingt-quatre dernières années de sa vie à augmenter son De emendatione. C'est ainsi qu'il parvint à reconstituer la Chronique perdue d’Eusèbe, l’un des plus précieux documents de l'Antiquité, particulièrement du point de vue de la chronologie. Il la publia en 1606 dans son Thesaurus temporum, livre où il avait compilé, rétabli et mis en ordre tous les faits connus par les littératures grecque et latine.

### Les Provinces-Unies

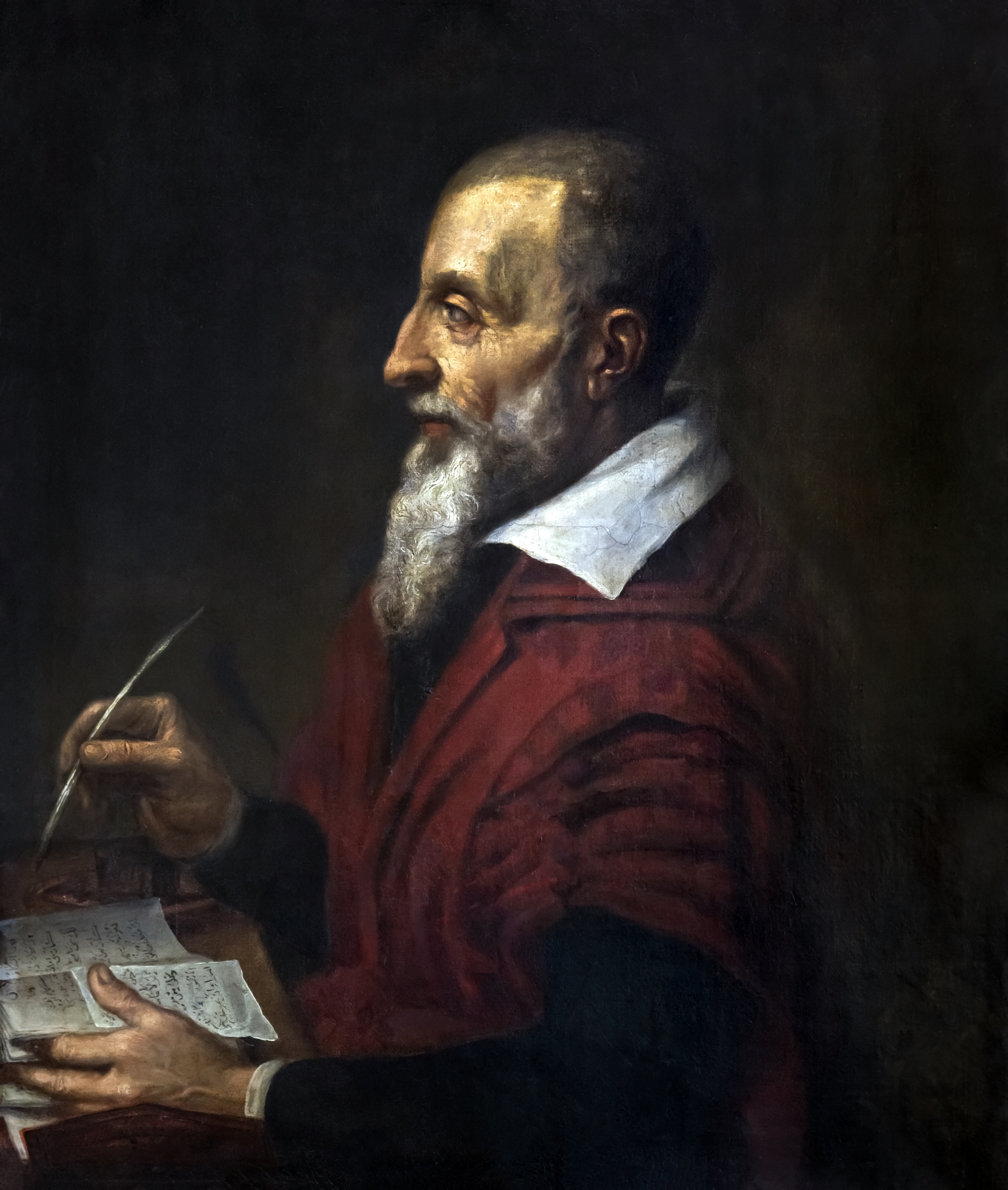
Portait de Joseph Juste Scaliger à Leyde
Musée des Beaux-Arts d’Agen.

Lorsqu’en 1590, Juste Lipse prit sa retraite de l’université de Leyde, l’université et ses protecteurs, les États généraux des Provinces-Unies et le prince d’Orange, décidèrent de nommer Scaliger comme son successeur. Scaliger refusa ; il détestait, ainsi qu'on l’a dit, les cours magistraux, et certains de ses amis s'imaginaient qu'avec l'avènement d’Henri IV, les Belles-Lettres allaient renaître en France et que le protestantisme n’y ferait plus l'objet de discriminations. Les autorités de l'université renouvelèrent leur invitation avec toute la diplomatie souhaitable l'année suivante : on y assurait Scaliger qu'il n'aurait pas même à donner de cours, que l'université se contenterait de sa présence, et qu'il disposerait de ses loisirs à sa guise. Scaliger accepta cette offre à toutes fins utiles. Au milieu de 1593, il partit pour les Pays-Bas, où il allait passer les treize dernières années de sa vie, sans jamais retourner en France. Sa réception à Leyde combla ses espérances. Il fut pourvu d'une pension confortable, et traité avec la plus haute considération. On ne lui discutait pas ses prétendus titres d'aristocrate de Vérone (qu'il alléguait en référence à la famille des Scaligeri ; voir infra). Leyde se trouvant à mi-chemin entre La Haye et Amsterdam, Scaliger pouvait profiter, outre des cercles intellectuels de Leyde, des avantages du meilleur monde de ces deux métropoles : car Scaliger n'était pas vraiment un ermite plongé dans ses livres ; il se délectait de relations mondaines et passait pour un aimable causeur.
Dès son arrivée à Leyde, il développa l’étude et l'enseignement de l’arabe, en particulier coranique, dans le but de réfuter l’islam, mais avec une grande rigueur scientifique. Il réunit un ensemble considérable d'ouvrages sur ce sujet, qui constitue la base du fonds oriental ancien de la bibliothèque universitaire de Leyde. Ses disciple Thomas van Erpe, dit Erpenius, et l'élève de ce dernier, Jacob Gool dit Golius, firent de Leyde le centre principal des études arabes en occident.
Les sept premières années de son séjour à Leyde, sa réputation se maintint au zénith. Son jugement littéraire était sans réplique. De sa chaire de Leyde, il régnait sur le monde des Lettres ; il faisait et défaisait les réputations, était entouré d'un aréopage de jeunes pressés d'entendre sa conversation. Il encouragea Grotius (qui n'avait que seize ans) à éditer Martianus Capella. Lorsque le jeune Franciscus Dousa mourut prématurément, il le pleura comme un fils. Daniel Heinsius, son étudiant préféré, devint son ami.
Mais dans le même temps, Scaliger se créait de nombreux ennemis. S'il méprisait l’ignorance, il éprouvait une haine farouche envers la demi-érudition, et par-dessus tout la mauvaise foi dans l'argumentation ou les citations approximatives. Entiché d'honneur et de loyauté, il ne tolérait ni les arguments bancals, ni les imprécisions de ceux qui prétendaient défendre une thèse ou plaider une mauvaise cause. Ses sarcasmes agressifs finirent par parvenir aux oreilles de ses victimes, et encore sa plume n'était-elle pas moins dure que sa langue. Imbu de son magistère, il maniait la moquerie sans nuance, et d'ailleurs n'avait pas toujours raison sur le fond : comme il se fiait énormément à sa mémoire, il n'était pas à l'abri d'une erreur. Et ses émendations, si elles étaient généralement bonnes, étaient parfois absurdes. De même, en tant que pionnier de la chronologie scientifique, il lui est arrivé de s’en remettre à des hypothèses incorrectes ou même ridicules, souvent par suite d'inductions abusives ; de se méprendre sur le savoir astronomique des Anciens, de ne pas saisir exactement les propos de Copernic ou de Tycho Brahe : car en vérité, il n'était pas géomètre, ce qu’un François Viète lui fit bien comprendre.

### Polémiques sur la quadrature
Au début des années 1590, alors qu'il est précepteur chez Louis Chasteigner de la Roche-Posay à Preuilly-sur-Claise en Touraine, Scaliger imagine avoir résolu les trois grands problèmes de l'Antiquité : la quadrature du cercle, la trisection de l'angle et la construction de deux moyennes proportionnelles entre deux lignes (dont il est connu depuis Hippocrate de Chio qu'elle fournit la duplication du cube), et fait circuler une brochure où il annonce ses « découvertes ». Le grand mathématicien François Viète, qui réside au même moment à Tours, réfute ces assertions lors de séances publiques, puis dans ses Varia responsa (Tours, 1593) sans toutefois nommer directement Scaliger. Loin de se rendre aux arguments de Viète, Scaliger choisit de le défier et propose de parier 1000 à 1200 nummi au sujet de la correction de ses solutions.

Le 8 mai 1593, Juste Scaliger écrivant à son ami Baudius, docteur en Théologie et en Droit, déclare à propos de Viète[réf. souhaitée] :

« Je remuerai ciel et terre pour obliger mon adversaire à descendre dans l'arène, non pour emporter sur lui un triomphe facile, moi qui ai vaincu Archimède, non pour le rappeler à la pudeur, comme pourrait le désirer un homme impuissant, mais seulement pour lui faire mesurer combien il est téméraire de comparer son génie avec le mien. »

Cependant le pari tourne court, puisque, durant l'été 1593, Scaliger rejoint Leyde où l'université lui a proposé un emploi. Là il publie durant l'année 1594 trois volumes où sont développés ses arguments, les Cyclometrica elementa (Éléments de cyclométrie) et l'Appendix ad Cyclometrica, consacrés tous deux à la quadrature du cercle, puis le Mesololabium qui porte sur la duplication du cube.
Ce faisant, même s'il impressionne quelque temps nombre d'érudits peu versés en géométrie, Scaliger devient la risée de l'Europe mathématique.
Dans le premier volume de sa Cyclometrica Scaliger croit démontrer que le carré la circonférence du cercle est dix fois le carré du diamètre, en termes modernes π = √10 (pour π le rapport de la circonférence du cercle à son diamètre), et dans le second que l'aire du cercle vaut les 6/5 de l'aire de l'hexagone inscrit, en termes modernes π = 9/5√3 (pour π le rapport de l'aire du cercle au carré de son rayon). Que les deux valeurs soient distinctes ne le gêne pas puisqu'il conteste la preuve d'Archimède de leur égalité, plus précisément que l'aire du cercle est celle d'un triangle rectangle dont les côtés de l'angle droit sont la circonférence et le rayon, célèbre preuve par exhaustion que Scaliger juge fallacieuse, car fondée sur un raisonnement par l'absurde! Ses valeurs ne respectent pas l'encadrement démontré par Archimède : en termes modernes 3 + 10/71 < π < 3 + 1/7, encadrement qu'il rejette comme n'étant pas obtenu par des moyens purement géométriques, contrairement, pense-t-il, à ses propres estimations.
Viète triomphe sans mal de cette prétention dans  sa Munimen adversus nova cyclometrica, seu Antipelekus (défense contre la nouvelle cyclométrie, ou anti-hache), Paris 1594, et dans son Pseudo-Mesolabum, Paris 1595. Ludolph van Ceulen, alors maître d'armes et professeur indépendant d'arithmétique, d'un statut social très inférieur à celui de Scaliger, tente fort courtoisement de le raisonner par l'intermédiaire de connaissances communes, des érudits respectés par Scaliger, et se voit en retour traité de « Pugil » (boxeur) et renvoyé à sa condition. Après plusieurs tentatives qui ne rencontrent pas plus de succès, il consacre un chapitre de son Van den Circkel publié en 1596 à une précautionneuse réfutation des travaux de Scaliger (celui-ci n'est pas nommé).
De leur côté les mathématiciens belge Adrien Romain (ami de Van Ceulen) et allemand Christophorus Clavius mettent également en évidence la fausseté des raisonnements de Juste Scaliger et son ignorance des principes mêmes de la géométrie, ce qui le perd aux yeux de ceux qui entendent les mathématiques.
Avec son arrogance habituelle, Scaliger traite Viète de « moucheron ». Ses amis genevois tentent même de faire interdire l"impression d'un livre de Romain qui détruit sa fausse cyclométrie.
« quelques honestes gens de Genève, qui m'ont bien au long conté comme le tout s'estoit passé en l'impression dudict livre, et comme monsieur de Bèze et tous vous autres amys allèrent par deux fois à la maison de ville pour s'opposer à cela et empescher que ledict livre ne s'imprimast »
 , lui assure Jacques Esprinchard le, 23 mars 1597 de Francfort.
Ces polémiques et agissements lui valent ces mots du mathématicien jésuite Clavius : « Voici mon dernier mot, il m’est possible cependant de t’aimer délivré de tes défauts, même en tant qu’homme dépourvu de toute qualité, comme on dit, et également il ne me serait pas très difficile de ne pas te haïr resté malhonnête, mais ni les hommes, ni Dieu, dont tu accumules contre toi une immense colère, ne pourront supporter quelqu’un qui, menteur et faux mathématicien, trouble, sans foi, aboie contre les gens de bien et les personnes estimées et irrite les gens tranquilles. ».

### La cabale des Jésuites
Ses ennemis n'étaient pas seulement ceux dont il avait dénoncé les erreurs et que ses outrances avaient indignés. Les résultats fournis par son approche chronologique ébranlaient les thèses des polémistes de la Contre-Réforme et mettaient en cause l’authenticité d'une partie de leur documentation. Les Jésuites, qui se posaient en détenteurs de l'autorité savante, trouvaient en Scaliger et ses écrits un défi à leurs revendications. Or à la fin de sa vie, Muret s'était rangé sous la bannière de la stricte orthodoxie, Juste Lipse s'était réconcilié avec l'Église de Rome, et si Isaac Casaubon hésitait encore sur le parti à prendre, Scaliger restait un irréconciliable huguenot. Tant que son rayonnement intellectuel restait intact, les Protestants garderaient l'avantage dans la République des Lettres. C'est pourquoi ses ennemis cherchèrent, non pas tant à le reprendre sur le terrain de la critique littéraire ou de ses prises de position, que sur celui de la vie privée et de la condition : ce n'était toutefois pas une tâche facile, car il avait un grand sang-froid.

### Origines aristocratiques
Après diverses diatribes aussi vives que stériles des Jésuites, on entreprit une approche plus sûre en 1607. Le point faible de Scaliger, c’était l’orgueil : n’avait-il pas publié en 1594 une Epistola de vetustate et splendore gentis Scaligerae et J. C. Scaligeri vita (« Lettre sur l'antiquité et la grandeur de la famille Scaliger… »)? Aussi, en 1601, Gaspar Scioppius, stipendié par les Jésuites, rédigea-t-il un pamphlet intitulé Scaliger hypololymaeus (« Le prétendu Scaliger »), un ouvrage in-quarto de plus de quatre cents pages, écrit avec un art consommé dans un style incisif, avec toute la mauvaise foi dont l'auteur était capable, et toute la vigueur de ses impitoyables sarcasmes. Tout ce qu'on peut trouver de choquant sur Scaliger et sa famille s'y trouve ramassé. L'auteur se fait fort de relever plus de cinq cents mensonges dans l’Epistola de vetustate de Scaliger, mais la cible principale du livre est la fausseté des prétentions à une parenté avec les Della Scala de Vérone, et le récit de l'enfance des parents de Scaliger. « Il n'y a pas, dit Pattison, de meilleure preuve de l'impression suscitée à l'époque par cette acerbe philippique, que le fait qu'elle constitue la source essentielle des biographies de Scaliger qui ont eu cours jusqu'à nos jours. »
Pour Scaliger, ce fut un coup dur. Quelles qu’aient pu être les convictions de son père Jules, Joseph s'était toute sa vie imaginé être réellement un prince de Vérone, et son Epistola exposait avec une bonne foi naïve et sans preuve tout ce qu’il avait entendu de son père. Il répondit immédiatement au pamphlet de Scioppius, par un écrit intitulé Confutatio fabulae Burdonum. Il est écrit avec une modération et une politesse inaccoutumée chez lui, et peut-être pour cette raison même, cette réplique eut beaucoup moins d'écho que son auteur l'aurait souhaité. Pattison estime qu'en tant que réfutation de Scioppius, il est très complet, mais il y a des raisons de douter de certains de ses arguments car, si Scaliger montre qu’indubitablement Scioppius a commis davantage d'erreurs qu'il n'en a corrigées, que son livre fourmille de purs mensonges et de calomnies sans fondement, il n'apporte aucune preuve des allégations de son père sur les origines familiales, ni aucune information sur ce que ses parents faisaient avant d'arriver dans la ville d'Agen. Il n'entreprend pas même de démentir le point essentiel établi par Sciopius, à savoir que Guillaume, dernier prince de Vérone, n'avait aucun fils du nom de Nicolas, le supposé grand-père de Jules Scaliger…

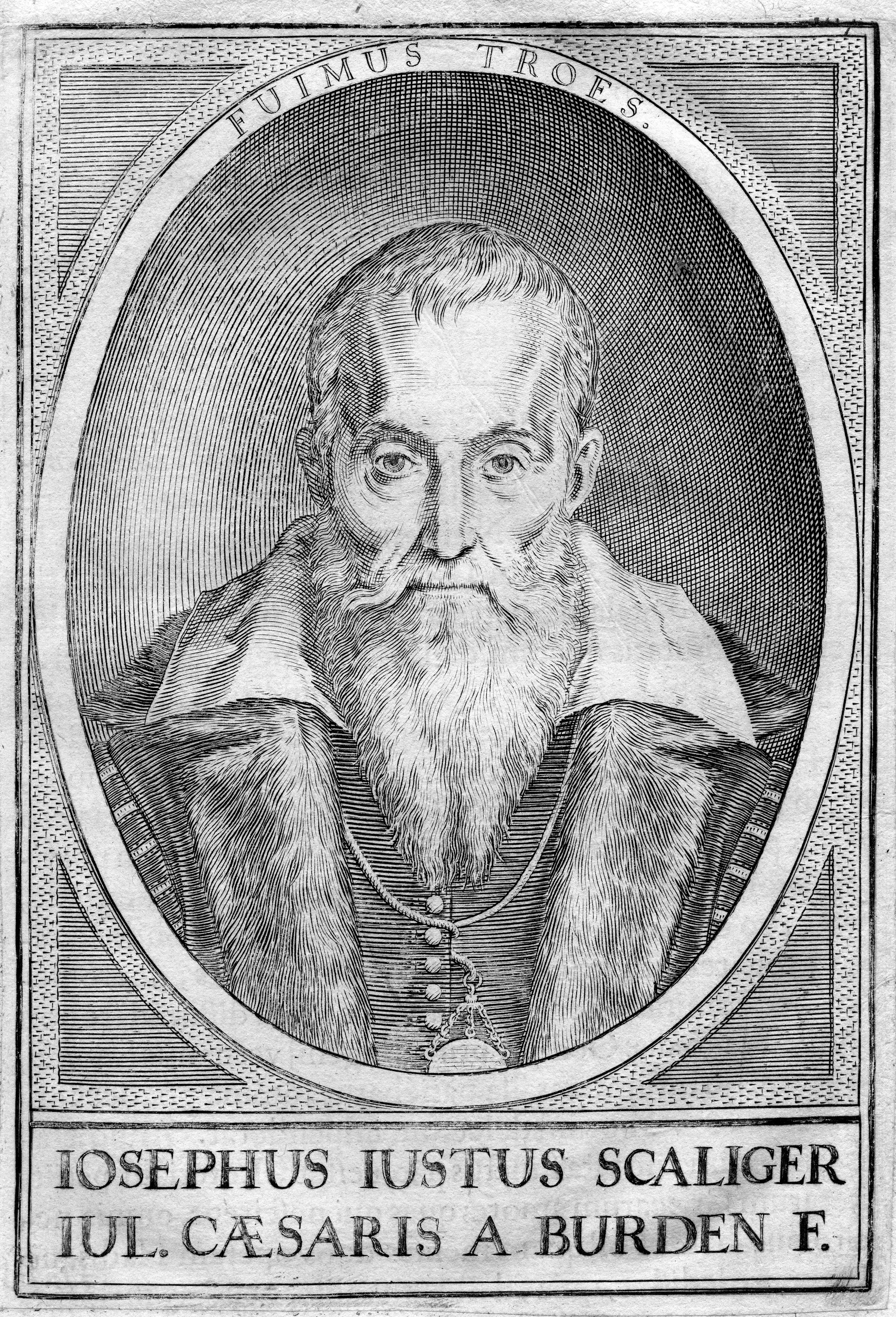
Portrait gravé de Scaliger. Date inconnue.

Qu'elle soit exhaustive ou non, toujours est-il que cette Confutatio n'eut aucun succès : la cabale des jésuites avait finalement abouti, et bien au-delà de leurs propres espérances. Scioppius se vantait que son livre eût « tué » Scaliger ; il assombrit certainement les derniers mois du savant, et abrégea peut-être son existence, car la Confutatio devait être son dernier livre. Cinq mois après sa parution, le 21 janvier 1609, à quatre heures du matin, il rendit l'âme dans les bras de Heinsius. Par testament, il légua sa bibliothèque (« tous mes livres de langues étrangères, Hebraiques, Syriens, Arabiques, Éthiopiens ») à la Bibliothèque universitaire de Leyde.

## Œuvres
On trouvera une liste complète des œuvres de Joseph Juste Scaliger dans la biographie composée par Bernays. Voyez également John Edwin Sandys, History of Classical Scholarship, vol. ii, 1908, p. 199-204. Une biographie plus technique est celle d’Anthony Grafton en deux volumes, voir en bibliographie Grafton 1983 et Grafton 1993.
- 1583 : Opus novum de emendatione temporum in octo libros tributum, Lutetiae, apud Mamertum Patissonium typographum Regium. In officina Roberti Stephani. M. D. LXXXIII. Cum privilegio.

## Source
- (en) « Joseph Juste Scaliger », dans Encyclopædia Britannica [détail de l’édition], 1911 (lire sur Wikisource).